# مرد عنکبوتی شگفت‌انگیز (مجموعه تلویزیونی)
مرد عنکبوتی شگفت‌انگیز (به انگلیسی:The Amazing Spider-Man) یک مجموعه تلویزیونی ابرقهرمانی لایو اکشن آمریکایی بر اساس کمیک مرد عنکبوتی که در ۱۴ سپتامبر ۱۹۷۷ پخش شد. این اولین مجموعه تلویزیونی لایو اکشن با حضور مرد عنکبوتی است که از ۱۴ سپتامبر ۱۹۷۷ تا ۶ ژوئیه ۱۹۷۹ در ایالات متحده نمایش داده شد. کارگردانی فیلم بر عهده کلیف بول و با نویسندگی آلوین بورتز بوده‌است. از این مجموعه تلویزیونی فیلم‌هایی با عنوان مرد عنکبوتی، مرد عنکبوتی تلافی می‌کند، مرد عنکبوتی: چالش اژدها تولید شده‌است.
علی‌رغم اینکه داستان‌هایش در شهر نیویورک (زادگاه شخصیت) بود، این سریال بیشتر در لس آنجلس فیلمبرداری شده‌است.

## شخصیت‌ها و بازیگران
| بازیگر         | نقش                      | توضیحات                                       | حضور    |
| -------------- | ------------------------ | --------------------------------------------- | ------- |
| نیکولاس هاموند | پیتر پارکر / مرد عنکبوتی | عکاس روزنامه و قهرمان نیویورک                 | ۱۳ قسمت |
| رابرت اف سیمون | جیمز جونا جیمسون         | رئیس پرخاشگر پیتر و سردبیر روزنامه دیلی بیوگل | ۱۳ قسمت |
| چیپ فیلدز      | ریتا کانوی               | منشی دیلی بیوگل                               | ۱۳ قسمت |
| الن برای       | جولی مسترز               | خبرنگار دیلی بیوگل                            | ۸ قسمت  |
| مایکل پتکی     | کاپیتان باربرا           | عضو پلیس نیویورک                              | ۵ قسمت  |
| آیرین تدرو     | زن عمو می                | زن عموی پیتر پارکر                            | ۱ قسمت  |

تنها شخصیت‌هایی که به‌طور مرتب در سریال‌های تلویزیونی و کمیک ظاهر می‌شدند پیتر پارکر / مرد عنکبوتی، جیمز جونا جیمسون و زن‌عمو می بودند. جو «رابی» رابرتسون (با بازی هیلی هیکس) در نقش خلبان بازی کرد. فارلی استیل‌ ول در نقش دانشمندی در دنیای مارول، در دسته گرگ‌ها یک صحنه کوتاه بازی می‌کند. در هر قسمتی که او بازی می‌کرد، یک بازیگر متفاوت نقش زن‌عمو می را بازی می‌کرد.
در هر دو بازیگر این نقش، شخصیت ساینده و پر زرق و برق جیمز جونا جیمسون کمرنگ تر می‌شد و این شخصیت به شکلی پرخاشگرتر به تصویر کشیده می‌شد (اگرچه اغلب اوقات هنوز هم کم مزاج بود).
شخصیت ریتا کانوِی از روی شخصیت گلوری گرانت الهام گرفته شده است.

## تولید
سریال با عنوان «خلبان در پشتی» آغاز شد: یک فیلم ۹۰ دقیقه‌ای که به تازگی با نام «مرد عنکبوتی» شناخته می‌شود که در سپتامبر ۱۹۷۷ از شبکه تلویزیونی CBS پخش شد. که به صورت بین‌المللی به نمایش درآمد. در آن، پیتر پارکر (به عنوان یک دانشجوی بی‌باک دانشگاه) پس از گزش توسط یک عنکبوت رادیواکتیو قدرت فوق‌العاده ای به دست می‌آورد. او از این قدرت‌ها استفاده می‌کند تا در «دیلی بوگل» شغلی پیدا کند، و جلوی یک مرد کلاهبردار را بگیرد که مخفیانه از کنترل ذهن برای منافع شخصی استفاده می‌کند.